# 138 (tal)
138 är det naturliga talet som följer talet 137 och som följs av 139.
- Hexadecimala talsystemet: 8A
- Binärt: 10001010
- Romerska siffror : CXXXVIII

## Inom matematiken
- 138 är ett jämnt tal.
- 138 är ett ymnigt tal
- 138 är ett sfeniskt tal
- 138 är ett Ulamtal.

## Inom vetenskapen
- 138 Tolosa, en asteroid

## Inom populärkulturen
- We are 138, låt av det amerikanska punkbandet The Misfits